# ITF-verdensmesterskab
International Tennis Federation (ITF) har siden 1978 en gang om året udpeget ITF-verdensmestre baseret på spillernes resultater i løbet af året, herunder grand slam-turneringerne, de ugentlige turneringer på ATP Tour og WTA Tour, holdturneringerne Davis Cup og Billie Jean King Cup samt (i olympiske år) det olympiske mesterskab i tennis. For seniorernes vedkommende blev der i begyndelsen kåret to verdensmestre hvert år – en i herresingle og en i damesingle. I 1996 blev singletitlerne suppleret med to doubletitler – en i herredouble og en i damedouble. Der er ikke blevet kåret ITF-verdensmestre i mixed double i denne kontekst.
Samtidig med seniortitlerne indførtes også to VM-titler for juniorer – en i drengesingle og en i pigesingle. I 1982 blev disse suppleret med titler i drenge- og pigedouble. Siden 2004 har de to titler for hvert køn været fusioneret, således at der nutildags årligt kåres én dreng og én pige som juniorverdensmestre.
Siden 1991 er der endvidere kåret ITF-verdensmestre i kørestolstennis.

## Senior
International Tennis Federation's (ITF) valg af herresingleverdensmester i tennis er generelt blevet bifaldet af tennisfans og -medier, bortset fra i 1990, hvor udnævnelsen af Ivan Lendl blev kritiseret af de, som hævdede at ITF straffede Stefan Edberg for sin kritik af Grand Slam Cup. Det år kårede Association of Tennis Professionals Edberg som "Player of The Year", hvilket var i overensstemmelse med ranglisten, og Tennis Magazine i Frankrig rangerede Edberg som nr. 1 foran Andre Agassi og med Lendl på tredjepladsen. I de andre tilfælde, hvor ITF valgte en mester, der heller ikke sluttede som nr. 1 i verden på ranglisten, f.eks. i 1978 (Jimmy Connors sluttede som nr. 1 på ranglisten), 1982 (John McEnroe) og 1989 (Lendl), har valget været mindre kontroversielt.
De kvindelige ITF-verdensmestre har i følgende år ikke stemt overens med nr. 1 på verdensranglisten (verdensranglistens førende spiller nævnt i parentes): 1978 (Martina Navratilova), 1994 (Steffi Graf), 2001 (Lindsay Davenport), 2004 (Lindsay Davenport), 2005 (Lindsay Davenport), 2011 (Caroline Wozniacki), 2012 (Victoria Azarenka), 2017 (Simona Halep) og 2023 (Iga Świątek).

### Single
| ITF-verdensmestre i herre- og damesingle |                                               |                                               |
| År                                       | Herresingle                                   | Damesingle                                    |
| 1978                                     | Björn Borg                                    | Chris Evert                                   |
| 1979                                     | Björn Borg (2)                                | Martina Navratilova                           |
| 1980                                     | Björn Borg (3)                                | Chris Evert (2)                               |
| 1981                                     | John McEnroe                                  | Chris Evert (3)                               |
| 1982                                     | Jimmy Connors                                 | Martina Navratilova (2)                       |
| 1983                                     | John McEnroe (2)                              | Martina Navratilova (3)                       |
| 1984                                     | John McEnroe (3)                              | Martina Navratilova (4)                       |
| 1985                                     | Ivan Lendl                                    | Martina Navratilova (5)                       |
| 1986                                     | Ivan Lendl (2)                                | Martina Navratilova (6)                       |
| 1987                                     | Ivan Lendl (3)                                | Steffi Graf                                   |
| 1988                                     | Mats Wilander                                 | Steffi Graf (2)                               |
| 1989                                     | Boris Becker                                  | Steffi Graf (3)                               |
| 1990                                     | Ivan Lendl (4)                                | Steffi Graf (4)                               |
| 1991                                     | Stefan Edberg                                 | Monica Seles                                  |
| 1992                                     | Jim Courier                                   | Monica Seles (2)                              |
| 1993                                     | Pete Sampras                                  | Steffi Graf (5)                               |
| 1994                                     | Pete Sampras (2)                              | Arantxa Sánchez Vicario                       |
| 1995                                     | Pete Sampras (3)                              | Steffi Graf (6)                               |
| 1996                                     | Pete Sampras (4)                              | Steffi Graf (7)                               |
| 1997                                     | Pete Sampras (5)                              | Martina Hingis                                |
| 1998                                     | Pete Sampras (6)                              | Lindsay Davenport                             |
| 1999                                     | Andre Agassi                                  | Martina Hingis (2)                            |
| 2000                                     | Gustavo Kuerten                               | Martina Hingis (3)                            |
| 2001                                     | Lleyton Hewitt                                | Jennifer Capriati                             |
| 2002                                     | Lleyton Hewitt (2)                            | Serena Williams                               |
| 2003                                     | Andy Roddick                                  | Justine Henin                                 |
| 2004                                     | Roger Federer                                 | Anastasija Myskina                            |
| 2005                                     | Roger Federer (2)                             | Kim Clijsters                                 |
| 2006                                     | Roger Federer (3)                             | Justine Henin (2)                             |
| 2007                                     | Roger Federer (4)                             | Justine Henin (3)                             |
| 2008                                     | Rafael Nadal                                  | Jelena Janković                               |
| 2009                                     | Roger Federer (5)                             | Serena Williams (2)                           |
| 2010                                     | Rafael Nadal (2)                              | Caroline Wozniacki                            |
| 2011                                     | Novak Djokovic                                | Petra Kvitová                                 |
| 2012                                     | Novak Djokovic (2)                            | Serena Williams (3)                           |
| 2013                                     | Novak Djokovic (3)                            | Serena Williams (4)                           |
| 2014                                     | Novak Djokovic (4)                            | Serena Williams (5)                           |
| 2015                                     | Novak Djokovic (5)                            | Serena Williams (6)                           |
| 2016                                     | Andy Murray                                   | Angelique Kerber                              |
| 2017                                     | Rafael Nadal (3)                              | Garbiñe Muguruza                              |
| 2018                                     | Novak Djokovic (6)                            | Simona Halep                                  |
| 2019                                     | Rafael Nadal (4)                              | Ashleigh Barty                                |
| 2020                                     | Ingen mestre udpeget pga. COVID-19-pandemien. | Ingen mestre udpeget pga. COVID-19-pandemien. |
| 2021                                     | Novak Djokovic (7)                            | Ashleigh Barty (2)                            |
| 2022                                     | Rafael Nadal (5)                              | Iga Świątek                                   |
| 2023                                     | Novak Djokovic (8)                            | Aryna Sabalenka                               |

### Double
| ITF-verdensmestre i herre- og damedouble |                                               |                                               |
| År                                       | Herredouble                                   | Damedouble                                    |
| 1996                                     | Todd Woodbridge (1) Mark Woodforde (1)        | Lindsay Davenport (1) Mary Joe Fernandez (1)  |
| 1997                                     | Todd Woodbridge (2) Mark Woodforde (2)        | Lindsay Davenport (2) Jana Novotná (1)        |
| 1998                                     | Jacco Eltingh (1) Paul Haarhuis (1)           | Lindsay Davenport (3) Natasha Zvereva (1)     |
| 1999                                     | Mahesh Bhupathi (1) Leander Paes (1)          | Martina Hingis (1) Anna Kurnikova (1)         |
| 2000                                     | Todd Woodbridge (3) Mark Woodforde (3)        | Julie Halard-Decugis (1) Ai Sugiyama (1)      |
| 2001                                     | Jonas Björkman (1) Todd Woodbridge (4)        | Lisa Raymond (1) Rennae Stubbs (1)            |
| 2002                                     | Mark Knowles (1) Daniel Nestor (1)            | Virginia Ruano Pascual (1) Paola Suárez (1)   |
| 2003                                     | Bob Bryan (1) Mike Bryan (1)                  | Virginia Ruano Pascual (2) Paola Suárez (2)   |
| 2004                                     | Bob Bryan (2) Mike Bryan (2)                  | Virginia Ruano Pascual (3) Paola Suárez (3)   |
| 2005                                     | Bob Bryan (3) Mike Bryan (3)                  | Lisa Raymond (2) Samantha Stosur (1)          |
| 2006                                     | Bob Bryan (4) Mike Bryan (4)                  | Lisa Raymond (3) Samantha Stosur (2)          |
| 2007                                     | Bob Bryan (5) Mike Bryan (5)                  | Cara Black (1) Liezel Huber (1)               |
| 2008                                     | Daniel Nestor (2) Nenad Zimonjić (1)          | Cara Black (2) Liezel Huber (2)               |
| 2009                                     | Bob Bryan (6) Mike Bryan (6)                  | Serena Williams (1) Venus Williams (1)        |
| 2010                                     | Bob Bryan (7) Mike Bryan (7)                  | Gisela Dulko (1) Flavia Pennetta (1)          |
| 2011                                     | Bob Bryan (8) Mike Bryan (8)                  | Květa Peschke (1) Katarina Srebotnik (1)      |
| 2012                                     | Bob Bryan (9) Mike Bryan (9)                  | Sara Errani (1) Roberta Vinci (1)             |
| 2013                                     | Bob Bryan (10) Mike Bryan (10)                | Sara Errani (2) Roberta Vinci (2)             |
| 2014                                     | Bob Bryan (11) Mike Bryan (11)                | Sara Errani (3) Roberta Vinci (3)             |
| 2015                                     | Jean-Julien Rojer (1) Horia Tecău (1)         | Martina Hingis (2) Sania Mirza (1)            |
| 2016                                     | Jamie Murray (1) Bruno Soares (1)             | Caroline Garcia (1) Kristina Mladenovic (1)   |
| 2017                                     | Łukasz Kubot (1) Marcelo Melo (1)             | Martina Hingis (3) Chan Yung-Jan (1)          |
| 2018                                     | Mike Bryan (12) Jack Sock (1)                 | Barbora Krejčíková (1) Kateřina Siniaková (1) |
| 2019                                     | Juan Sebastián Cabal (1) Robert Farah (1)     | Tímea Babos (1) Kristina Mladenovic (2)       |
| 2020                                     | Ingen mestre udpeget pga. COVID-19-pandemien. | Ingen mestre udpeget pga. COVID-19-pandemien. |
| 2021                                     | Mate Pavić (1) Nikola Mektić (1)              | Barbora Krejčíková (2) Kateřina Siniaková (2) |
| 2022                                     | Joe Salisbury (1) Rajeev Ram (1)              | Barbora Krejčíková (3) Kateřina Siniaková (3) |
| 2023                                     | Joe Salisbury (2) Rajeev Ram (2)              | Storm Hunter (1) Elise Mertens (1)            |

## Junior

### 1978-2003

#### Single
| ITF-juniorverdensmestre i drenge- og pigesingle |                    |                      |
| År                                              | Drengesingle       | Pigesingle           |
| 1978                                            | Ivan Lendl         | Hana Mandlíková      |
| 1979                                            | Raúl Viver         | Mary-Lou Piatek      |
| 1980                                            | Thierry Tulasne    | Susan Mascarin       |
| 1981                                            | Pat Cash           | Zina Garrison        |
| 1982                                            | Guy Forget         | Gretchen Rush        |
| 1983                                            | Stefan Edberg      | Pascale Paradis      |
| 1984                                            | Mark Kratzmann     | Gabriela Sabatini    |
| 1985                                            | Claudio Pistolesi  | Laura Garrone        |
| 1986                                            | Jávier Sanchez     | Patricia Tarabini    |
| 1987                                            | Jason Stoltenberg  | Natasja Zvereva      |
| 1988                                            | Nicolas Pereira    | Cristina Tessi       |
| 1989                                            | Nicklas Kulti      | Florencia Labat      |
| 1990                                            | Andrea Gaudenzi    | Karina Habšudová     |
| 1991                                            | Thomas Enqvist     | Zdeňka Málková       |
| 1992                                            | Brian Dunn         | Rossana de los Ríos  |
| 1993                                            | Marcelo Ríos       | Nino Louarsabishvili |
| 1994                                            | Federico Browne    | Martina Hingis       |
| 1995                                            | Mariano Zabaleta   | Anna Kurnikova       |
| 1996                                            | Sébastien Grosjean | Amélie Mauresmo      |
| 1997                                            | Arnaud di Pasquale | Cara Black           |
| 1998                                            | Roger Federer      | Jelena Dokić         |
| 1999                                            | Kristian Pless     | Lina Krasnorutskaja  |
| 2000                                            | Andy Roddick       | María Emilia Salerni |
| 2001                                            | Gilles Müller      | Svetlana Kuznetsova  |
| 2002                                            | Richard Gasquet    | Barbora Strýcová     |
| 2003                                            | Marcos Baghdatis   | Kirsten Flipkens     |

#### Double
| ITF-juniorverdensmestre i drenge- og pigedouble |                                   |                                        |
| År                                              | Drengedouble                      | Pigedouble                             |
| 1982                                            | Fernando Pérez                    | Beth Herr                              |
| 1983                                            | Mark Kratzmann                    | Larisa Savtjenko                       |
| 1984                                            | Agustín Moreno                    | Mercedes Paz                           |
| 1985                                            | Petr Korda Cyril Suk              | Mariana Perez-Roldan Patricia Tarabini |
| 1986                                            | Tomás Carbonell                   | Leila Meskhi                           |
| 1987                                            | Jason Stoltenberg                 | Natalija Medvedeva                     |
| 1988                                            | David Rikl Tomáš Anzari           | Jo-Anne Faull                          |
| 1989                                            | Wayne Ferreira                    | Andrea Strnadová                       |
| 1990                                            | Mårten Renström                   | Karina Habšudová                       |
| 1991                                            | Karim Alami                       | Eva Martincová                         |
| 1992                                            | Enrique Abaroa                    | Nancy Feber Laurence Courtois          |
| 1993                                            | Steven Downs                      | Cristina Moros                         |
| 1994                                            | Benjamin Ellwood                  | Martina Nedelkova                      |
| 1995                                            | Kepler Orellana                   | Ludmila Varmuzova                      |
| 1996                                            | Sébastien Grosjean                | Jitka Schonfeldova Michaela Paštiková  |
| 1997                                            | Nicolás Massú                     | Irina Seljutina Cara Black             |
| 1998                                            | José de Armas                     | Eva Dyrberg                            |
| 1999                                            | Julien Benneteau Nicolas Mahut    | Daniela Bedáňová                       |
| 2000                                            | Lee Childs James Nelson           | María Emilia Salerni                   |
| 2001                                            | Bruno Echagaray Santiago González | Petra Cetkovská                        |
| 2002                                            | Florin Mergea Horia Tecău         | Elke Clijsters                         |
| 2003                                            | Scott Oudsema                     | Andrea Hlaváčková                      |

### Siden 2004
| ITF-juniorverdensmestre |                                               |                                               |
| År                      | Drenge                                        | Piger                                         |
| 2004                    | Gaël Monfils                                  | Michaëlla Krajicek                            |
| 2005                    | Donald Young                                  | Victoria Azarenka                             |
| 2006                    | Thiemo de Bakker                              | Anastasija Pavljutjenkova                     |
| 2007                    | Ričardas Berankis                             | Urszula Radwańska                             |
| 2008                    | Yang Tsung-Hua                                | Noppawan Lertcheewakarn                       |
| 2009                    | Daniel Berta                                  | Kristina Mladenovic                           |
| 2010                    | Juan Sebastián Gómez                          | Darija Gavrilova                              |
| 2011                    | Jiří Veselý                                   | Irina Khromatjeva                             |
| 2012                    | Filip Peliwo                                  | Taylor Townsend                               |
| 2013                    | Alexander Zverev                              | Belinda Bencic                                |
| 2014                    | Andrej Rubljov                                | Catherine Bellis                              |
| 2015                    | Taylor Fritz                                  | Dalma Galfi                                   |
| 2016                    | Miomir Kecmanović                             | Anastasija Potapova                           |
| 2017                    | Axel Geller                                   | Whitney Osuigwe                               |
| 2018                    | Tseng Chun-Hsin                               | Clara Burel                                   |
| 2019                    | Thiago Agustin Tirante                        | Diane Parry                                   |
| 2020                    | Ingen mestre udpeget pga. COVID-19-pandemien. | Ingen mestre udpeget pga. COVID-19-pandemien. |
| 2021                    | Shang Juncheng                                | Petra Marčinko                                |
| 2022                    | Gilles-Arnaud Bailly                          | Lucie Havlíčková                              |
| 2023                    | João Fonseca                                  | Alina Kornejeva                               |

## Kørestolstennis
| ITF-verdensmestre i kørstolstennis |                                               |                                               |
| År                                 | Mænd                                          | Kvinder                                       |
| 1991                               | Randy Snow                                    | Chantal Vandierendonck                        |
| 1992                               | Laurent Giammartini                           | Monique van den Bosch                         |
| 1993                               | Kai Schrameyer                                | Monique Kalkman (2)                           |
| 1994                               | Laurent Giammartini (2)                       | Monique Kalkman (3)                           |
| 1995                               | David Hall                                    | Monique Kalkman (4)                           |
| 1996                               | Ricky Molier                                  | Chantal Vandierendonck (2)                    |
| 1997                               | Ricky Molier (2)                              | Chantal Vandierendonck (3)                    |
| 1998                               | David Hall (2)                                | Daniela Di Toro                               |
| 1999                               | Stephen Welch                                 | Daniela Di Toro (2)                           |
| 2000                               | David Hall (3)                                | Esther Vergeer                                |
| 2001                               | Ricky Molier (3)                              | Esther Vergeer (2)                            |
| 2002                               | David Hall (4)                                | Esther Vergeer (3)                            |
| 2003                               | David Hall (5)                                | Esther Vergeer (4)                            |
| 2004                               | David Hall (6)                                | Esther Vergeer (5)                            |
| 2005                               | Michael Jeremiasz                             | Esther Vergeer (6)                            |
| 2006                               | Robin Ammerlaan                               | Esther Vergeer (7)                            |
| 2007                               | Shingo Kunieda                                | Esther Vergeer (8)                            |
| 2008                               | Shingo Kunieda (2)                            | Esther Vergeer (9)                            |
| 2009                               | Shingo Kunieda (3)                            | Esther Vergeer (10)                           |
| 2010                               | Shingo Kunieda (4)                            | Esther Vergeer (11)                           |
| 2011                               | Maikel Scheffers                              | Esther Vergeer (12)                           |
| 2012                               | Stephane Houdet                               | Esther Vergeer (13)                           |
| 2013                               | Shingo Kunieda (5)                            | Aniek van Koot                                |
| 2014                               | Shingo Kunieda (6)                            | Yui Kamiji                                    |
| 2015                               | Shingo Kunieda (7)                            | Jiske Griffioen                               |
| 2016                               | Gordon Reid                                   | Jiske Griffioen (2)                           |
| 2017                               | Gustavo Fernandez                             | Yui Kamiji (2)                                |
| 2018                               | Shingo Kunieda (8)                            | Diede de Groot                                |
| 2019                               | Gustavo Fernandez (2)                         | Diede de Groot (2)                            |
| 2020                               | Ingen mestre udpeget pga. COVID-19-pandemien. | Ingen mestre udpeget pga. COVID-19-pandemien. |
| 2021                               | Shingo Kunieda (9)                            | Diede de Groot (3)                            |
| 2022                               | Shingo Kunieda (10)                           | Diede de Groot (4)                            |
| 2023                               | Alfie Hewett                                  | Diede de Groot (5)                            |

| ITF-verdensmestre i quad-kørstolstennis |                                      |
| År                                      | Mænd                                 |
| 2017                                    | David Wagner                         |
| 2018                                    | Dylan Alcott                         |
| 2019                                    | Dylan Alcott (2)                     |
| 2020                                    | Ingen mester pga. COVID-19-pandemien |
| 2021                                    | Dylan Alcott (2)                     |
| 2022                                    | Niels Vink                           |
| 2023                                    | Niels Vink (2)                       |